# Artiguelouve
Artiguelouve è un comune francese di 1 552 abitanti situato nel dipartimento dei Pirenei Atlantici nella regione della Nuova Aquitania.

## Società

### Evoluzione demografica
Abitanti censiti